# Odontomachus pseudobauri
Odontomachus pseudobauri är en myrart som beskrevs av De Andrade 1994. Odontomachus pseudobauri ingår i släktet Odontomachus och familjen myror. Inga underarter finns listade i Catalogue of Life.